# Liga dos Campeões da CAF de 2002
A Liga dos Campeões da CAF de 2002 foi a 38ª edição da competição anual internacional de futebol de clubes realizada na região da CAF (África). O Zamalek, do Egito, venceu a final e tornou-se pela quinta  vez campeão da Africa.

## Clubes classificadas
| Pais                           | Equipe                          |
| ------------------------------ | ------------------------------- |
| África do Sul                  | - Orlando Pirates               |
| Angola                         | - Petro Atlético                |
| Argélia                        | - CR Belouizdad                 |
| Burquina Fasso                 | - Étoile Filante de Ouagadougou |
| Burundi                        | - Prince Louis FC               |
| Botswana                       | - Mogoditshane Fighters         |
| Chade                          | - Tourbillon FC                 |
| Costa do Marfim                | - ASEC Mimosas                  |
| Camarões                       | - CotomSpot                     |
| Egito                          | - Al Ahly - Zamalek             |
| Eritreia                       | - Hintsa FC                     |
| Etiópia                        | - EEPCO FC                      |
| Gana                           | - Hearts of Oak                 |
| Gabão                          | - FC 105 Libreville             |
| Gâmbia                         | - Wallidan FC                   |
| Guiné                          | - Horoya AC                     |
| Guiné Equatorial               | - Akonagui                      |
| Lesoto                         | - Lesotho Defence Force FC      |
| Líbia                          | - Al-Madina                     |
| Ilhas Maurícias                | - Olympique de Moka             |
| Madagáscar                     | - Stade Olympique de l'Emyrne   |
| Marrocos                       | - Raja Casablanca               |
| Mali                           | - Stade Malien                  |
| Moçambique                     | - CD Costa do Sol               |
| Nigéria                        | - Enyimba                       |
| Quênia                         | - Oserian Fastac                |
| República Centro-Africana      | - Olympic Real de Bangui        |
| República do Congo             | - Étoile du Congo               |
| República Democrática do Congo | - TP Mazembe                    |
| Ruanda                         | - APR FC                        |
| Reunião                        | - SS Saint-Louisienne           |
| Senegal                        | - Jeanne d'Arc                  |
| Seicheles                      | - Red Star FC                   |
| Sudão                          | - Al-Merrikh                    |
| Tanzânia                       | - Simba SC                      |
| Togo                           | - Dynamic Togolais              |
| Tunísia                        | - Espérance                     |
| Uganda                         | - Villa SC                      |
| Zâmbia                         | - Nkana FC                      |
| Zimbabwe                       | - Highlanders FC                |

## Rodada Preliminar
| Equipe 1                    | Total | Equipe 2          | 1.º jogo | 2.º jogo |
| --------------------------- | ----- | ----------------- | -------- | -------- |
| Stade Olympique de l'Emyrne | 4–1   | Olympique de Moka | 2–0      | 2–1      |
| Costa do Sol                | 5–0   | Prince Louis FC   | 4–0      | 1–0      |
| Hintsa FC                   | 1–4   | APR               | 1–0      | 0–4      |
| Red Star                    | 0–4   | Simba             | 0–1      | 0–3      |
| Wallidan                    | 4–1   | Horoya            | 3–0      | 1–1      |
| Tourbillon FC               | 3–2   | Dynamic Togolais  | 3–2      | 0–0      |
| Olympique Réal              | 1–1   | Akonangui FC (p)  | 1–0      | 0–1      |
| Mogoditshane Fighters       | 1–2   | Defence Force     | 0–1      | 1–1      |
| Oserian Fastac              | 3–1   | Mebrat Hail       | 1–0      | 2–1      |

## Primeira Rodada
| Equipe 1        | Total         | Equipe 2                    | 1.º jogo | 2.º jogo |
| --------------- | ------------- | --------------------------- | -------- | -------- |
| Petro Atlético  | 1–1 (1–3 pen) | Stade Olympique de l'Emyrne | 1–1      | 1        |
| Highlanders     | 1–2           | Costa do Sol                | 1–0      | 0–2      |
| ASEC Mimosas    | 8–2           | 105 Libreville              | 4–0      | 4–2      |
| Enyimba         | 5–3           | Étoile Filante              | 4–0      | 1–3      |
| Zamalek         | 6–0           | APR                         | 6–0      | 0–0      |
| Nkana           | 4–3           | Simba                       | 4–0      | 0–3      |
| Raja Casablanca | 5–2           | Wallidan                    | 2–1      | 3–1      |
| Cotonsport      | 1–2           | Étoile du Congo             | 0–1      | 1–1      |
| Espérance       | 8–2           | Tourbillon                  | 5–1      | 3–1      |
| (g.f) Al-Madina | 5–5           | Akonangui                   | 3–1      | 2–4      |
| Hearts of Oak   | 2–4           | Stade Malien                | 1–1      | 1–3      |
| Belouizdad      | 1–2           | Jeanne d'Arc                | 1–1      | 0–1      |
| Mazembe         | 3–1           | Defence Force               | 2–0      | 1–1      |
| Orlando Pirates | 4–1           | SS Saint-Louisienne         | 2–1      | 2–0      |
| Al-Ahly         | 2–1           | Oserian Fastac              | 2–1      | 0–0      |
| Al-Merrikh      | 4–3           | Villa                       | 2–1      | 2–2      |

1 O jogo foi disputado em uma partida devido a distúrbios civis e uma violenta greve geral em Madagascar.

## Segunda Rodada
| Equipe 1                    | Total | Equipe 2        | 1.º jogo | 2.º jogo |
| --------------------------- | ----- | --------------- | -------- | -------- |
| Stade Olympique de l'Emyrne | 2–3   | Costa do Sol    | 2–1      | 0–2      |
| ASEC Mimosas                | 5–4   | Enyimba         | 4–1      | 1–3      |
| Zamalek                     | 3–1   | Nkana           | 2–0      | 1–1      |
| Raja Casablanca             | 5–3   | Étoile du Congo | 3–0      | 2–3      |
| Espérance                   | 5–2   | Al-Madina       | 4–0      | 1–2      |
| Stade Malien                | 1–5   | Jeanne d'Arc    | 0–3      | 1–2      |
| Mazembe                     | 4–2   | Orlando Pirates | 1–1      | 3–1      |
| (g.f) Al-Ahly               | 3–3   | Al-Merrikh      | 2–0      | 1–3      |

## Fase de Grupos
Grupo A
| Time            | J | V | E | D | GP | GC | SG | Pts |
| --------------- | - | - | - | - | -- | -- | -- | --- |
| Raja Casablanca | 6 | 4 | 1 | 1 | 10 | 8  | +2 | 13  |
| TP Mazembe      | 6 | 3 | 1 | 2 | 6  | 3  | +3 | 10  |
| Jeanne d'Arc    | 6 | 2 | 0 | 4 | 7  | 10 | −3 | 6   |
| Al Ahly         | 6 | 1 | 2 | 3 | 7  | 9  | −2 | 5   |

|                 | RAC | TPM | JEA | AHL |
| --------------- | --- | --- | --- | --- |
| Raja Casablanca | —   | 1-0 | 2-1 | 2-1 |
| TP Mazembe      | 2-0 | —   | 3-1 | 0-0 |
| Jeanne d'Arc    | 1-2 | 0-1 | —   | 2-1 |
| Al Ahly         | 3-3 | 1-0 | 1-2 | —   |

Grupo B
| Time            | J | V | E | D | GP | GC | SG  | Pts |
| --------------- | - | - | - | - | -- | -- | --- | --- |
| Zamalek         | 6 | 4 | 1 | 1 | 10 | 3  | +7  | 13  |
| ASEC Mimosas    | 6 | 4 | 0 | 2 | 12 | 6  | +6  | 12  |
| Espérance       | 6 | 3 | 1 | 2 | 9  | 6  | +3  | 10  |
| CD Costa do Sol | 6 | 0 | 0 | 6 | 1  | 17 | −16 | 0   |

|                 | ZAM | ASE | EST | CDS |
| --------------- | --- | --- | --- | --- |
| Zamalek         | —   | 3-1 | 1-0 | 3-0 |
| ASEC Mimosas    | 1-0 | —   | 3-1 | 5-0 |
| Espérance       | 1-1 | 2-0 | —   | 4-1 |
| CD Costa do Sol | 0-2 | 0-2 | 0-1 | —   |

## Semi-finais
| Equipe 1     | Total | Equipe 2        | 1.º jogo | 2.º jogo |
| ------------ | ----- | --------------- | -------- | -------- |
| ASEC Mimosas | 2–4   | Raja Casablanca | 2–0      | 0–4      |
| TP Mazembe   | 1–3   | Zamalek         | 1–1      | 0–2      |

## Final
| Equipe 1        | Total | Equipe 2 | 1.º jogo | 2.º jogo |
| --------------- | ----- | -------- | -------- | -------- |
| Raja Casablanca | 0–1   | Zamalek  | 0–0      | 0–1      |

## Campeão
| Liga dos Campeões da CAF 2002 campeão |
| ------------------------------------- |
| Egito                                 |
| Zamalek Quinto Titúlo                 |